# Норвегія на зимових Олімпійських іграх 1960
Норвегія на зимових Олімпійських іграх 1960 року, які проходили в американському місті Скво-Веллі, була представлена 29 спортсменами (25 чоловіками та 4 жінками) у 6 видах спорту. Прапороносцем на церемоніях відкриття та закриття Олімпійських ігор був ковзаняр Кнут Йоганнесен.
Норвезькі спортсмени вибороли 6 медалей, з них 3 золотих та 3 срібних. Олімпійська збірна Норвегії зайняла четверте загальнокомандне місце.

## Медалісти
| Медаль | Призери                                                        | Вид спорту          | Дисципліна                   |
| ------ | -------------------------------------------------------------- | ------------------- | ---------------------------- |
| Золото | Гокон Брусвеен                                                 | Лижні гонки         | 15 км (чоловіки)             |
| Золото | Роальд Ос                                                      | Ковзанярський спорт | 1500 м (чоловіки)            |
| Золото | Кнут Йоганнесен                                                | Ковзанярський спорт | 10,000 м (чоловіки)          |
| Срібло | Гаральд Гроннінген Галлгейр Бренден Ейнар Естбю Гокон Брусвеен | Лижні гонки         | 4 × 10 км естафета(чоловіки) |
| Срібло | Тормод Кнутсен                                                 | Лижне двоборство    | індивідуальні змагання       |
| Срібло | Кнут Йоганнесен                                                | Ковзанярський спорт | 5000 м (чоловіки)            |

## Біатлон
Чоловіки
| Дисципліна | Спортсмен       | Час       | Пенальті | Підсумковий час | Місце |
| ---------- | --------------- | --------- | -------- | --------------- | ----- |
| 20 км      | Йон Істад       | 1'36:53.5 | 4        | 1'44:53.5       | 11    |
| 20 км      | Генрі Германсен | 1'34:20.1 | 4        | 1'42:20.1       | 10    |
| 20 км      | Ола Вергауг     | 1'36:35.8 | 1        | 1'38:35.8       | 7     |

## Гірськолижний спорт
Чоловіки
| Спортсмен        | Дисципліна         | Дистанція 1 | Дистанція 1 | Дистанція 2 | Дистанція 2 | Разом  | Разом |
| Спортсмен        | Дисципліна         | Час         | Місце       | Час         | Місце       | Час    | Місце |
| ---------------- | ------------------ | ----------- | ----------- | ----------- | ----------- | ------ | ----- |
| Оддвар Роннестад | швидкісний спуск   |             |             |             |             | 2:15.4 | 20    |
| Оддвар Роннестад | гігантський слалом |             |             |             |             | 2:23.3 | 51    |
| Оддвар Роннестад | слалом             | 1:18.8      | 25          | 1:04.5      | 15          | 2:23.3 | 14    |

Жінки
| Спортсмен            | Дисципліна         | Дистанція 1 | Дистанція 1 | Дистанція 2 | Дистанція 2 | Разом  | Разом |
| Спортсмен            | Дисципліна         | Час         | Місце       | Час         | Місце       | Час    | Місце |
| -------------------- | ------------------ | ----------- | ----------- | ----------- | ----------- | ------ | ----- |
| Астрід Сандвік       | швидкісний спуск   |             |             |             |             | 2:02.9 | 37    |
| Лів Ягге-Хрістіансен | швидкісний спуск   |             |             |             |             | 1:51.2 | 30    |
| Маріт Гаральдсен     | швидкісний спуск   |             |             |             |             | 1:42.9 | 12    |
| Маріт Гаральдсен     | гігантський слалом |             |             |             |             | DSQ    | –     |
| Лів Ягге-Хрістіансен | гігантський слалом |             |             |             |             | 1:46.4 | 24    |
| Інгер Бйорнбаккен    | гігантський слалом |             |             |             |             | 1:45.5 | 20    |
| Астрід Сандвік       | гігантський слалом |             |             |             |             | 1:45.4 | 19    |
| Лів Ягге-Хрістіансен | слалом             | DSQ         | –           | –           | –           | DSQ    | –     |
| Маріт Гаральдсен     | слалом             | 59.8        | 19          | 1:00.0      | 14          | 1:59.8 | 11    |
| Астрід Сандвік       | слалом             | 58.1        | 8           | 1:31.3      | 38          | 2:29.4 | 36    |
| Інгер Бйорнбаккен    | слалом             | 57.3        | 3           | 1:05.2      | 27          | 2:02.5 | 14    |

## Ковзанярський спорт
Чоловіки
| Дисципліна | Спортсмен         | Дистанція  | Дистанція |
| Дисципліна | Спортсмен         | Час        | Місце     |
| ---------- | ----------------- | ---------- | --------- |
| 500 м      | Нільс Онесс       | 42.5       | 24        |
| 500 м      | Кнут Йоганнесен   | 42.3       | 20        |
| 500 м      | Гроар Елвенес     | 41.4       | 14        |
| 500 м      | Алв Г'єстванг     | 40.8       | 6         |
| 1500 м     | Нільс Онесс       | DNF        | –         |
| 1500 м     | Гроар Елвенес     | 2:24.9     | 39        |
| 1500 м     | Кнут Йоганнесен   | 2:14.5     | 11        |
| 1500 м     | Роальд Ос         | 2:10.4     | 1         |
| 5000 м     | Роальд Ос         | 8:30.1     | 25        |
| 5000 м     | Торстейн Сеєрстен | 8:05.3     | 4         |
| 5000 м     | Кнут Йоганнесен   | 8:00.8     | 2         |
| 10,000 м   | Роальд Ос         | 17:26.8    | 23        |
| 10,000 м   | Торстейн Сеєрстен | 16:33.4    | 6         |
| 10,000 м   | Кнут Йоганнесен   | 15:46.6 WR | 1         |

## Лижне двоборство
Дисципліни:
- нормальний трамплін
- лижні гонки, 15 км

| Спортсмен        | Дисципліна    | Стрибок з трампліна | Стрибок з трампліна | Стрибок з трампліна | Стрибок з трампліна | Лижні гонки | Лижні гонки | Лижні гонки | Разом   | Разом |
| Спортсмен        | Дисципліна    | Відстань 1          | Відстань 2          | Бали                | Місце               | Час         | Бали        | Місце       | Бали    | Місце |
| ---------------- | ------------- | ------------------- | ------------------- | ------------------- | ------------------- | ----------- | ----------- | ----------- | ------- | ----- |
| Гундер Гундерсен | індивідуальні | 58.0                | 63.0                | 205.5               | 14                  | 1'01:41.9   | 227.548     | 12          | 433.048 | 11    |
| Сверре Стенерсен | індивідуальні | 61.5                | 63.5                | 205.5               | 14                  | 1'00:24.0   | 232.581     | 8           | 438.081 | 7     |
| Тормод Кнутсен   | індивідуальні | 61.5                | 67.0                | 217.0               | 4                   | 59:31.0     | 236.000     | 5           | 453.000 | 2     |
| Арне Ларсен      | індивідуальні | 67.0                | 64.5                | 215.0               | 5                   | 1'01:10.1   | 229.613     | 10          | 444.613 | 6     |

## Лижні перегони
Чоловіки
| Дисципліна         | Спортсмен                                                      | Дистанція | Дистанція |
| Дисципліна         | Спортсмен                                                      | Час       | Місце     |
| ------------------ | -------------------------------------------------------------- | --------- | --------- |
| 15 км              | Галлгейр Бренден                                               | 53:10.3   | 12        |
| 15 км              | Гаральд Гроннінген                                             | 53:02.2   | 11        |
| 15 км              | Ейнар Естбю                                                    | 52:18.0   | 4         |
| 15 км              | Гокон Брусвеен                                                 | 51:55.5   | 1         |
| 30 км              | Сверре Стенсгейм                                               | 1'59:52.8 | 20        |
| 30 км              | Магнар Лундемо                                                 | 1'58:46.8 | 16        |
| 30 км              | Оддмунд Єнсен                                                  | 1'55:35.0 | 10        |
| 30 км              | Галлгейр Бренден                                               | 1'55:19.8 | 9         |
| 50 км              | Гаральд Гроннінген                                             | 3'11:17.1 | 14        |
| 50 км              | Оддмунд Єнсен                                                  | 3'09:16.2 | 11        |
| 50 км              | Сверре Стенсгейм                                               | 3'08:51.5 | 10        |
| 50 км              | Галлгейр Бренден                                               | 3'08:23.0 | 9         |
| 4 × 10 км естафета | Гаральд Гроннінген Галлгейр Бренден Ейнар Естбю Гокон Брусвеен | 2'18:46.4 | 2         |

## Стрибки з трампліна
| Спортсмен        | Дисципліна          | Стрибок 1 | Стрибок 1 | Стрибок 1 | Стрибок 2 | Стрибок 2 | Стрибок 2 | Разом      | Разом            |
| Спортсмен        | Дисципліна          | Відстань  | Бали      | Місце     | Відстань  | Бали      | Місце     | Сума балів | Підсумкове місце |
| ---------------- | ------------------- | --------- | --------- | --------- | --------- | --------- | --------- | ---------- | ---------------- |
| Оле Том Норд     | нормальний трамплін | 81.0      | 94.6      | 29        | 82.0      | 105.6     | 10        | 200.2      | 23               |
| Коре Олав Берг   | нормальний трамплін | 83.0      | 100.7     | 19        | 81.5      | 106.7     | 7         | 207.4      | 13               |
| Галвор Нес       | нормальний трамплін | 86.0      | 103.1     | 16        | 81.5      | 106.7     | 7         | 209.8      | 11               |
| Торбйорн Юггесет | нормальний трамплін | 88.5      | 106.6     | 8         | 82.5      | 109.5     | 4         | 216.1      | 5                |